# 학성항
학성항은 충청남도 보령시 천북면 학성리에 위치한 어항이다. 2004년 11월 20일 어촌정주어항으로 지정되었다. 관리청은 보령시, 시설관리자는 보령시장이다.

## 어항 연혁
본래 홍주군의 지역인데 고종광무 5년에 오천군 천북면에 편입되었다가1914년 행정구역 폐합에 따라 오학과 염성의 이름을 따서 학성리라 하여 보령군 천북면에 편입, 1995년 1월 1일 법률 제4774호로 대천시와 보령군 통합 보령시 천북면 학성리로 되었다.

## 어항 구역
기존 선착장 기점에서 북동측 80m지점(X:4,036,907.842 Y:275,163.355)을 기점으로 하여 W24° S방향으로 250m이동하고, N24° W방향으로 170m이동하고, E24° N방향으로 260m이동하여 해안선과 접속한 지점 선내의 구역

## 어항 시설
선착장 160m

## 기본 계획
2004년 11월 20일 학성항에 대한 기본계획이 고시되었다.

## 주요 어종
굴, 조피볼락, 도다리, 꽃게, 대하 등